# Jambe de force

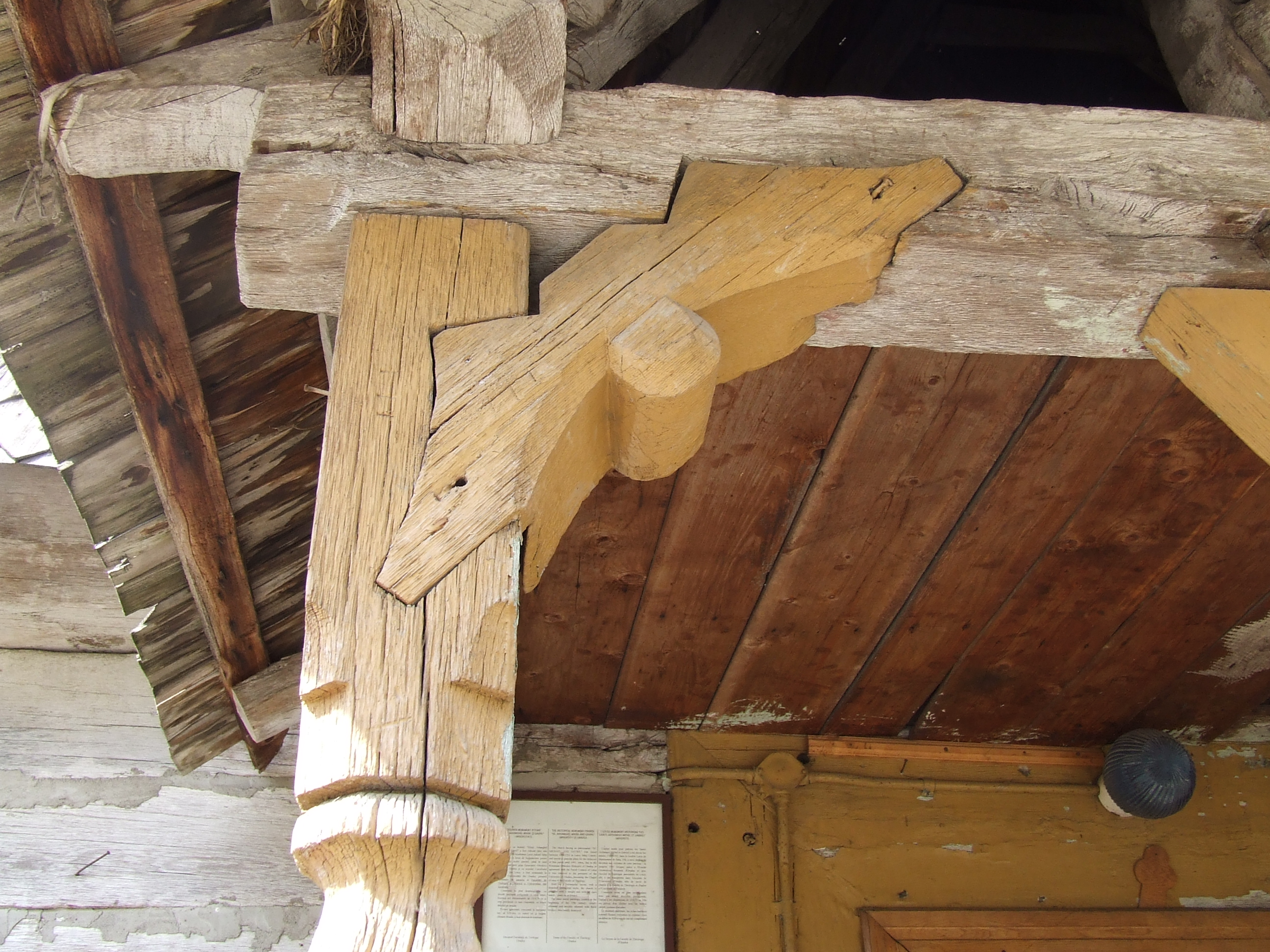
Jambe de force. :ro:Biserica de lemn Sf. Arhangheli din Letca à Letca, Județ de Sălaj

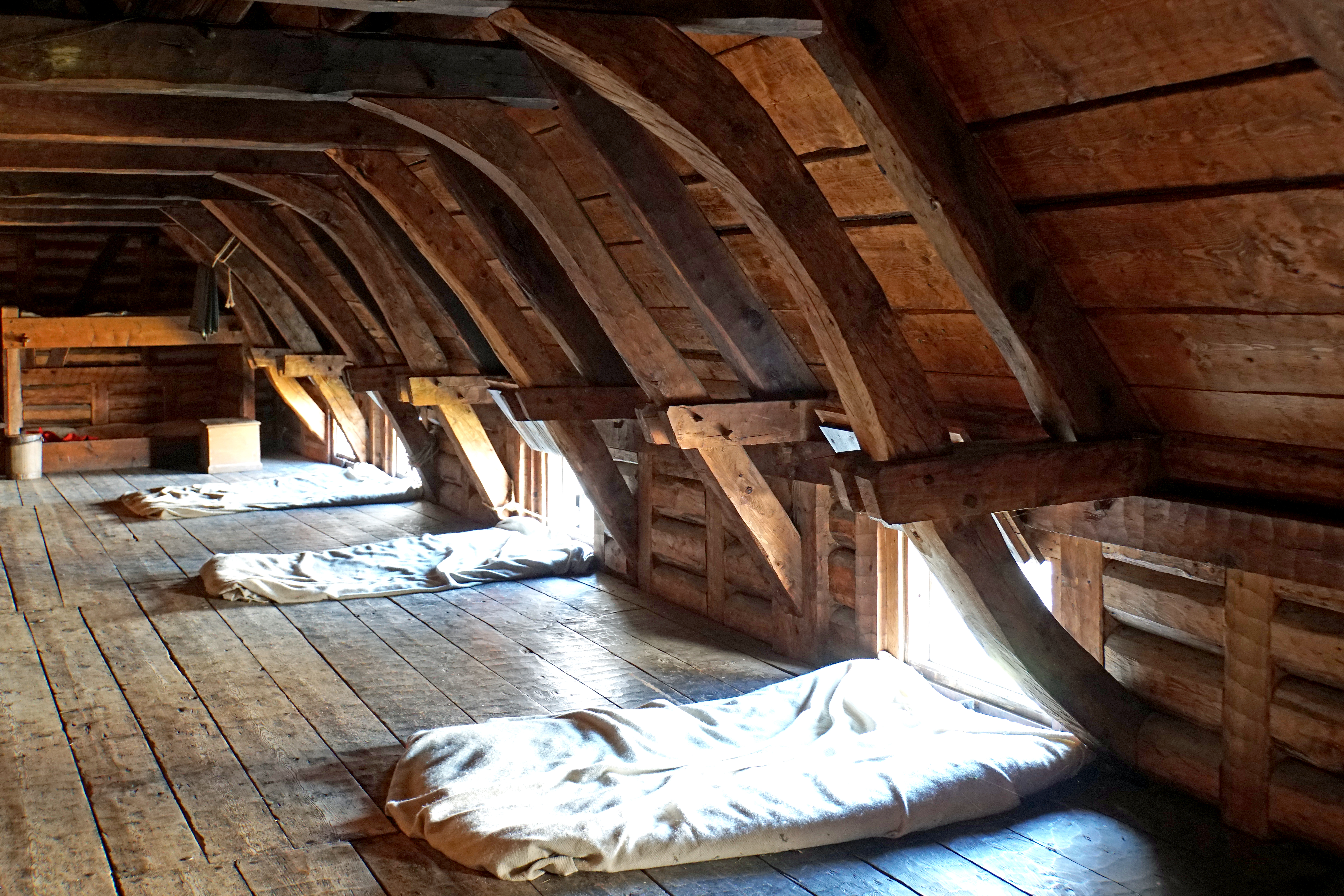
Habitation de Port-Royal, reconstitution historique. Entrait retroussé et jambes de force à la manière des genoux de marine.

Éléments constituant un chevalement.

Une jambe de force est un élément qui sert à soutenir une construction, comme la charpente d'une maison.
Dans le cas d'une ferme sur blochets, la jambe de force est la pièce de charpente qui reprend la charge de l'arbalétrier au niveau de l'entrait retroussé. Elle est assemblée avec le blochet en son milieu et repose sur une semelle. Elle peut également être moisée.
La jambe de force s'utilise également pour des piquets de clôture (en général les coins) pour augmenter la solidité de ceux-ci.
Elle est aussi un élément de chevalement (souvent appelé bigue ou poussard) utilisé pour contrer la traction exercée par la machine d'extraction. Il y en a alors deux, quatre ou huit.
C'est également un dispositif mécanique intervenant dans la suspension de véhicules munis de roues (automobiles, avions...). Exemple : jambe de force de Mac Pherson qui intègre en un seul ensemble, ressort et amortisseur.